# Бутримоніс
Бутримо́ніс (до 1917 Бутрима́нці; лит. Butrimonys) — містечко в Алітуському районі Алітуського повіту Литви. Населення (за даними перепису 2011 року) — 941 осіб.

## Відомі уродженці
Бутримоніс — батьківщина видатного американського мистецтвознавця Бернарда Беренсона (1865—1959) і його сестри — спортивного теоретика і педагога, засновниці жіночого баскетболу Сенди Беренсон Ебботт (1868—1954).

## Масове вбивство євреїв
9 вересня 1941 року, після нападу нацистської Німеччини на Радянський Союз, єврейське населення було повністю знищено Третьою оперативною групою айнзатцгрупи A за участю литовських поліцейських: євреїв зігнали на околицю, вишикували в ряд вздовж спільної могили і розстріляли з кулеметів. Згідно зі звітом начальника Третьої опергрупи Карла Егера, протягом одного дня було вбито 740 євреїв — 67 чоловіків, 370 жінок і 303 дитини.